# 福留泰蔵
福留 泰蔵（ふくとめ たいぞう、1953年4月25日 - ）は、日本の政治家。公明党所属。衆議院議員（2期）。

## 経歴
- 東京大学工学部卒業
- 1994年（平成6年）12月 - 新進党の結党に参加
- 1996年（平成8年）1月 - 衆議院文教委員会委員
- 1996年（平成8年）10月 - 衆議院運輸委員会委員
- 1997年（平成9年）6月 - 衆議院地方行政委員会委員
- 1998年（平成10年）1月 - 新党平和の結党に参加
- 1999年（平成11年）3月 - 衆議院商工委員会委員

## 選挙経歴
- 1990年（平成2年） - 第39回衆議院議員総選挙次点
- 1993年（平成5年） - 第40回衆議院議員総選挙当選
- 1996年（平成8年） - 第41回衆議院議員総選挙比例北関東ブロック当選